# Colbusa euclidica
Colbusa euclidica là một loài bướm đêm trong họ Noctuidae.